# Paullinia buricana
Paullinia buricana är en kinesträdsväxtart som beskrevs av T.B. Croat. Paullinia buricana ingår i släktet Paullinia och familjen kinesträdsväxter. Inga underarter finns listade i Catalogue of Life.